# Anwar Al Sadat
Muhammad Anwar Al Sadat (Mit Abu al-Kum, Monufia, 25 de dezembro de 1918 – Cairo, 6 de outubro de 1981) foi um militar e político egípcio, presidente do seu país de 1970 até seu assassinato em 1981. Recebeu o Prêmio Nobel da Paz de 1978.
Foi membro fundador do Movimento dos Oficiais Livres, com Gamal Abdel Nasser. Comprometido com o nacionalismo egípcio, foi feito prisioneiro pelos britânicos por ser agente alemão em 1942, e novamente em (1946-9), por atos terroristas.
Participou do golpe de 1952, que derrubou o rei Farouk e que levou Nasser ao poder. Sucedeu a Nasser como presidente do Egito (1970-1981). Em 1972 dispensou a missão soviética em seu país e, em 1974, após perder militarmente a guerra de Iom Kippur (1973), recuperou, no acordo de separação de forças, o Canal de Suez das mãos de Israel.
Em um esforço para acelerar um acordo no Oriente Médio, visitou Israel, em 1977, fato que marcou o primeiro reconhecimento daquele país por um país árabe, tendo gerado fortes condenações de grande parte do mundo árabe. Encontrou-se novamente com o primeiro-ministro israelense Menachem Begin em Camp David, Maryland, Estados Unidos (1978), sob a chancela do então presidente americano Jimmy Carter e assinou um tratado de paz com Israel em 1979, em Washington, DC.

## Trajetória
Nascido numa família egípcia-sudanesa pobre, de treze filhos e filhas, formou-se na Academia Real Militar no Cairo, diplomando-se em 1938 e atuando no corpo de telecomunicações. Participou do Movimento dos Oficiais Livres, cujo objetivo era libertar o Egito do controle britânico.
Durante a Segunda Guerra Mundial, em 1942, foi aprisionado pelos britânicos pois, em suas atividades contra a ocupação britânica, havia procurado obter ajuda do Eixo, participando de uma rede de espionagem em favor do Afrika Korps. Em 1944, consegue fugir, mas, em 1946, é preso novamente, após ser implicado na morte do ministro pró-britânico Amīn Uthmān, permanecendo na prisão até 1948.
Em 1952, participou do golpe de Estado que destronou o Rei Farouk I. Mais tarde, em 1969, depois de exercer várias posições no governo egípcio, foi escolhido para vice-presidente do presidente Gamal Abdal Nasser. Quando este morreu, no ano seguinte, Sadat tornou-se presidente.
Em 1973, Sadat, junto com a Síria, liderou o Egito na Guerra do Yom Kippur contra Israel, tentando recuperar partes da Península do Sinai, que fora conquistada por Israel durante a Guerra dos Seis Dias. Quando Israel prevalecia nesse conflito, a primeira vitória de Sadat guiou a restauração da moral egípcia, preparando o terreno para um acordo de paz que viria muitos anos depois. Por este motivo, Sadat ficou conhecido como o "Herói da Cruzada".

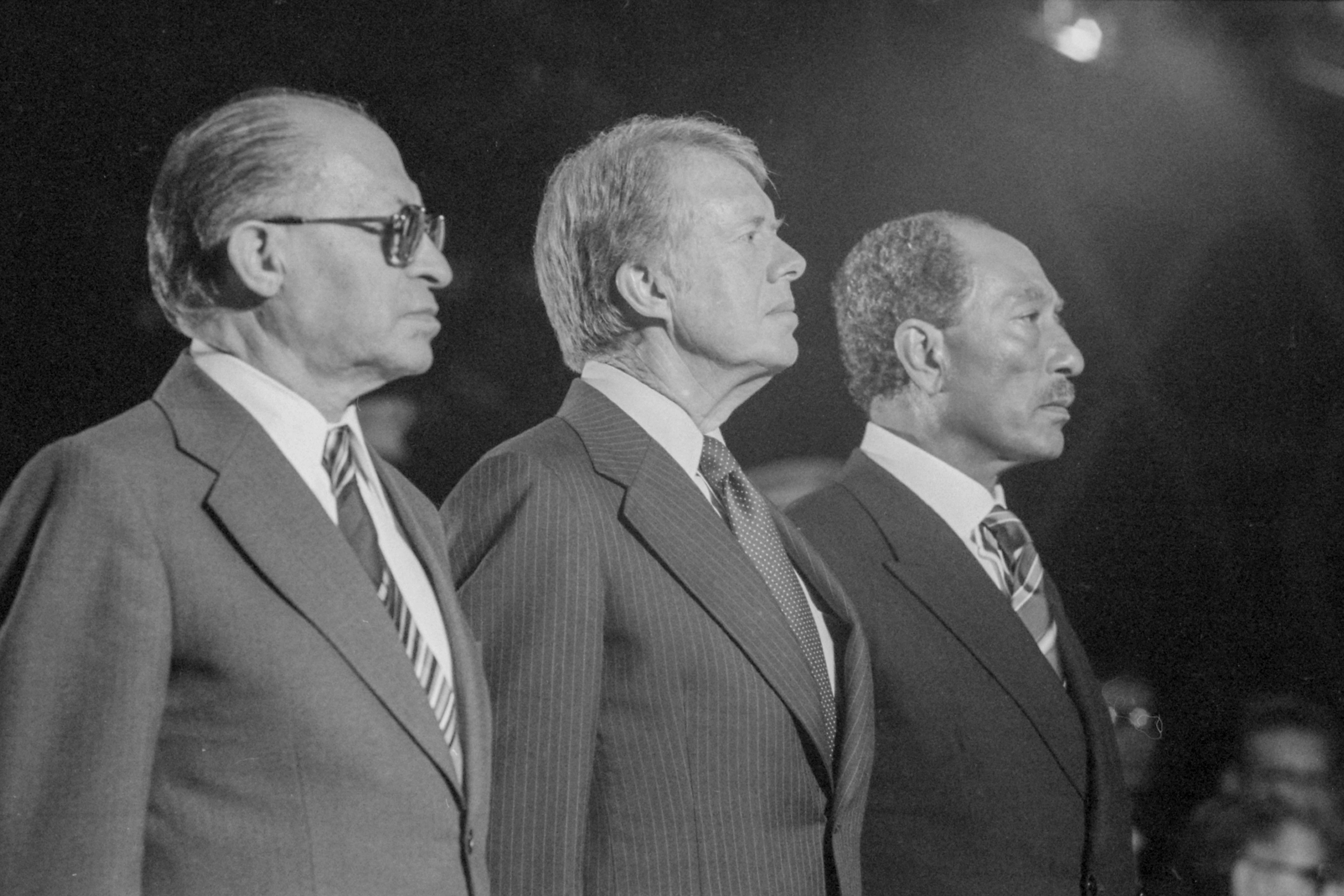
Menachem Begin, Jimmy Carter e Anwar Sadat em Camp David (1978).

Em 19 de Novembro de 1977, Sadat torna-se o primeiro líder árabe a visitar oficialmente Israel, altura em que se encontrou com o primeiro-ministro israelense Menachem Begin e falou perante o Knesset, em Jerusalém. Fez a visita a convite de Begin, na tentativa de obter um acordo de paz permanente, enquanto muitos do mundo árabe se sentiram ultrajados por essa aproximação com Israel. Em 1978, tal tentativa resulta no Acordo de Camp David, pelo qual Sadat e Begin recebem o Prêmio Nobel da Paz.
Na frente econômica, lançou a política Infitah (abertura), que visa atrair o investimento estrangeiro, reduzindo o papel do Estado e promovendo as relações com os Estados Unidos. Uma classe de novos ricos está a desenvolver-se rapidamente. Em 1975, havia mais de 500 milionários no Egito, mas mais de 40% da população vivia abaixo da linha de pobreza e as favelas se desenvolviam em torno da capital. Além disso, o país acumulou uma dívida monumental durante os anos da Infitah. Para o reestruturar, o FMI apelou à abolição de todos os subsídios aos produtos de base, o que conduziu a motins em Janeiro de 1977. O governo envolve o exército, gerando um número desconhecido de vítimas.
A reorientação da economia levou Sadat a buscar o apoio das elites rurais tradicionais, cuja influência havia declinado sob o nasserismo. Os agricultores são expulsos das terras em disputa. Nas cidades, para fragilizar as organizações nasserianas e marxistas, Sadat libertou milhares de prisioneiros islâmicos e concedeu-lhes liberdades políticas. Em 1972, as autoridades mandaram transportar militantes islâmicos em veículos estatais para recuperarem violentamente o controlo das universidades e os líderes estudantis de esquerda foram detidos.
Fortalecida por essa aliança com o governo, a Gamaa al-Islamiy ganhou influência e a sociedade egípcia tornou-se islamizada, também por causa do fortalecimento das relações com a Arábia Saudita. Por último, a Gamaa al-Islamiy divide-se em duas facções: uma a favor do Governo de Sadat, que pretende prosseguir esta islamização através de reformas, e a outra orientada para o terrorismo. Na década de 1980, o governo favoreceu a saída de militantes dessa segunda facção para o Afeganistão, com o apoio financeiro da Arábia Saudita.
Entretanto, a ação foi extremamente impopular no Mundo Árabe, e especialmente entre os fundamentalistas muçulmanos, que acreditavam que apenas a ameaça ou o uso da força faria Israel negociar a Cisjordânia e a Faixa de Gaza, e o acordo de Camp David removia as possibilidades do Egito, maior potência militar árabe, ser parte dessa ameaça. Como parte do acordo, Israel retirou-se da Península do Sinai, retornando a área inteira para o Egito em 1983.

## Assassinato
Em 6 de Outubro de 1981, Anwar Sadat é assassinado durante uma parada militar no Cairo por membros da Jihad Islâmica Egípcia infiltrados no exército e que eram parte da organização egípcia que se opunha ao acordo de paz com Israel e a entrega da Faixa de Gaza para o Estado Judeu. Foi sucedido pelo seu vice-presidente Hosni Mubarak. Encontra-se sepultado no Monumento ao Soldado Desconhecido, Cairo no Egito.

## Família
Sadat foi casado duas vezes. Divorciado de Ehsan Madi, casou-se com Jehan Raouf (mais tarde conhecida como Jihan Sadat), que tinha apenas 16 anos, em 29 de Maio de 1949. Tiveram três filhas e um filho. Jihan Sadat recebeu o prêmio Pearl S. Buck de 2001.
A autobiografia de Anwar Sadat, Em Busca da Identidade foi publicado nos Estados Unidos em 1977.